# Собор Святого Иоанна (Багаван)
Собор Святого Иоанна Крестителя (арм. Սուրբ Հովհաննես տաճար (Բագավան)) — армянский монастырь, построенный в 631—639 годах, один из самых значительных духовных центров армянского зодчества VII века, расположенный в историческом гаваре Багреванд провинции Айрарат Великой Армении, у подножия горы Нпат, современный Таштекер (западнее города Диядина) Турция. Был взорван в 1950-е годы.

## История
Как свидетельствует сохранившаяся запись, собор Святого Иоанна был построен в 631—639 годах во времена правления католикоса Эзра Паражнакертци. Архитектором храма является Исраэль Горахтеци. Монастырь был резиденцией епископа провинций Багреванд и Аршаруник. Историк Мовсес Хоренаци и Езник Кохбаци были одними из самых выдающихся епископов монастыря.
Монастырь, занимал площадь в 20 000 квадратных метров, состоял из трех церквей. Во время праздников в монастыре проводились торжественные церемонии с участием царя, созывался совещательный орган элиты. Рядом с комплексом протекает река Арацани, где Григорий Просветитель крестил царя Трдата III и его приближенных, после чего христианство было объявлено государственной религией в Армении.
Являлась одной из крупнейших армянских монастырей (27 м х 46 м, высота без купола около 20 м). В 778 году арабы разграбили монастырь и убили 40 монахов. В 1273 году священник Карапет купил сад на 90 деханов и подарил его монастырю.
В средние века монастырскую церковь перестроили в крепость, превратив крышу в оборонительную площадку. Монастырь был разрушен в XIV веке набегами Ленктемура (арм. имя Тамерлана) и восстановлен в XVII веке. Церковь монастыря была отремонтирована в 1679–1685 годах, обрушившийся купол заменили низким непропорциональным барабаном. Из-за нехватки средств, ремонтные работы остались незавершенными, и епископ Исаак в письме обратился за помощью к армянским купцам, торгующим с Европой. В 1720 году преподобный Мхитар освободил церковь от налогов. В 1735 году персидская армия вошла в монастырь и убила прихожан.
Во время нападения ереванского хана на Алашкерт в 1821 году преподобный Хачатур дал убежище окрестному армянскому населению в монастыре. В 1861 году курды убили настоятеля Галуста Атовмяна. В 1862 г. епископ Ованнес полностью перестроил стены монастыря, а в 1864 г. открыл здесь школу. Во время русско—турецкой войны 1877—1878 годов монастырь был разграблен окрестными курдами. В 1877 году рукописи монастыря закопали, чтобы спасти их от уничтожения, но они были уничтожены в земле. В 1915 году монастырь опустел и был заброшен. 1950-е годы церковь монастыря была взорвана.

## Устройство монастыря
По своим размерам монастырь превосходит аналогичные сооружения VII века. Он принадлежит к серии купольных базилик. Академик Орбели свидетельствует, что ширина церкви более 46 м, ширина 27 м и высота 20 м (без купола). Зал разделен двумя парами фронтонов, несущими купол из трех нефов. Апсида алтаря выступает наружу из общего объёма. Вестибюли ниже угловых частей храма перекрыты пересекающимися сводами. Внешний вид храма лишен цельности, характерной для других подобных сооружений. Объёмы особенно разделены на южный, северный и восточный фронты. Вертикальные углубления наружных продольных фасадов ещё больше подчеркивают это разделение. В этих нишах есть каменные ступени, ведущие в маленькие мансардные комнаты напротив. Внешний вид храма довольно скромный и в основном лишен украшений. Внутреннее пространство было хорошо освещено. По словам историка Ованеса Драсханакертци, храм имел богатое внутреннее убранство. В XVIII веке северо-западная часть храма была перестроена. В это время был построен новый купол.